# Вортіоксетин
Вортіоксетин (англ. Vortioxetine, лат. Vortioxetinum) — синтетичний лікарський засіб, що належить до групи антидепресантів. Вортіоксетин застосовується перорально. Вортіоксетин синтезований у лабораторії компанії «Lundbeck», яка уперше повідомила про дослідження нового препарату в 2011 році. У клінічній практиці вортіоксетин застосовується з 2013 року в США, та з 2014 року в Європейському Союзі.

## Фармакологічні властивості
Вортіоксетин — лікарський засіб, що належить до групи антидепресантів. Механізм дії препарату відрізняється від механізму дії інших антидепресантів, і включає в себе не лише інгібування зворотнього нейронального захоплення серотоніну в синапсах центральної нервової системиу, що спричинює накопичення нейромедіатора в синаптичній щілині, та подовженню його дії на постсинаптичні рецепторні ділянки; але й стимуляцію серотонінових рецепторів 5-HT1А та частково 5-НТ2, а також інгібування серотонінових рецепторів 5-HT1D, 5-HT3 і 5-HT7, інгібування серотонінового транспортера; а також модуляцію норадреналінової, дофамінової, гістамінової, холінергічної, глутаматної та ГАМК систем. Вортіоксетин спричинює підвищення позаклітинної концентрації серотоніну, норадреналіну, ацетилхоліну, гістаміну і дофаміну в ділянках мозку, які відповідають за формування настрою людини. Препарат має виражений антидепресивний та анксіолітичний ефект, покращує когнітивні функції, покращує пам'ять та не впливає на статеву функцію. Вортіоксетин застосовується для лікування великого депресивного розладу, зокрема при неефективності селективних інгібіторів зворотного захоплення серотоніну, причому при його застосуванні спостерігалась дещо менша кількість побічних ефектів, ніж при застосуванні селективних інгібіторів зворотного захоплення серотоніну. Ефективність вортіоксетину в клінічних дослідженнях не відрізнялась від ефективності інших антидепресантів. Проводяться клінічні дослідження щодо можливості застосування вортіоксетину при генералізованому тривожному розладі.

### Фармакокінетика
Вортіоксетин добре, проте повільно, всмоктується після перорального застосування, біодоступність препарату становить 75 %. Максимальна концентація вортіоксетину в крові досягається протягом 7—11 годин після прийому препарату. Вортіоксетин майже повністю (на 98—99 %) зв'язується з білками плазми крові. Препарат добре проникає через гематоенцефалічний бар'єр, через плацентарний бар'єр, та виділяється в грудне молоко. Метаболізується вортіоксетин у печінці з утворенням неактивного метаболіту. Виводиться препарат із організму переважно із сечею у вигляді метаболітів, приблизно третина препарату виводиться з калом. Період напіввиведення вортіоксетину становить 66 годин; цей час може незначно збільшуватися при порушеннях функції печінки або нирок.

## Покази до застосування
Вортіоксетин застосовують для лікування великого депресивного розладу у дорослих.

## Побічна дія
При застосуванні вортіоксетину спостерігається невелика кількість побічних ефектів, найчастішими з яких є нудота, блювання і запор. Іншими побічними ефектами препарату є генералізований свербіж шкіри, гіпергідроз, діарея, рум'янець обличчя, запаморочення, анорексія, патологічні сновидіння, скрегіт зубами, приливи крові. Рідкісним побічним ефектом препарату може бути серотоніновий синдром.

## Протипокази
Вортіоксетин протипоказаний при підвищеній чутливості до препарату, одночасному лікуванні інгібіторами моноамінооксидази, при вагітності та годуванні грудьми, особам у віці до 18 років.

## Форми випуску
Вортіоксетин випускається у вигляді таблеток по 0,005; 0,01; 0,015 і 0,02 г.